# Função de perda
Na otimização matemática, estatística, teoria da decisão, aprendizado de máquina e neurociência computacional, uma função de perda ou função de custo é uma função que mapeia um evento ou valores de uma ou mais variáveis num número real intuitivamente representando algum "custo" associado ao evento. Um problema de otimização procura minimizar uma função de perda. Uma função objetivo é uma função de perda ou sua função negativa (às vezes chamada função de recompensa, função de lucro, função de utilidade, função de aptidão, etc.), neste caso, ela deve ser maximizada.